# Henry Mosler

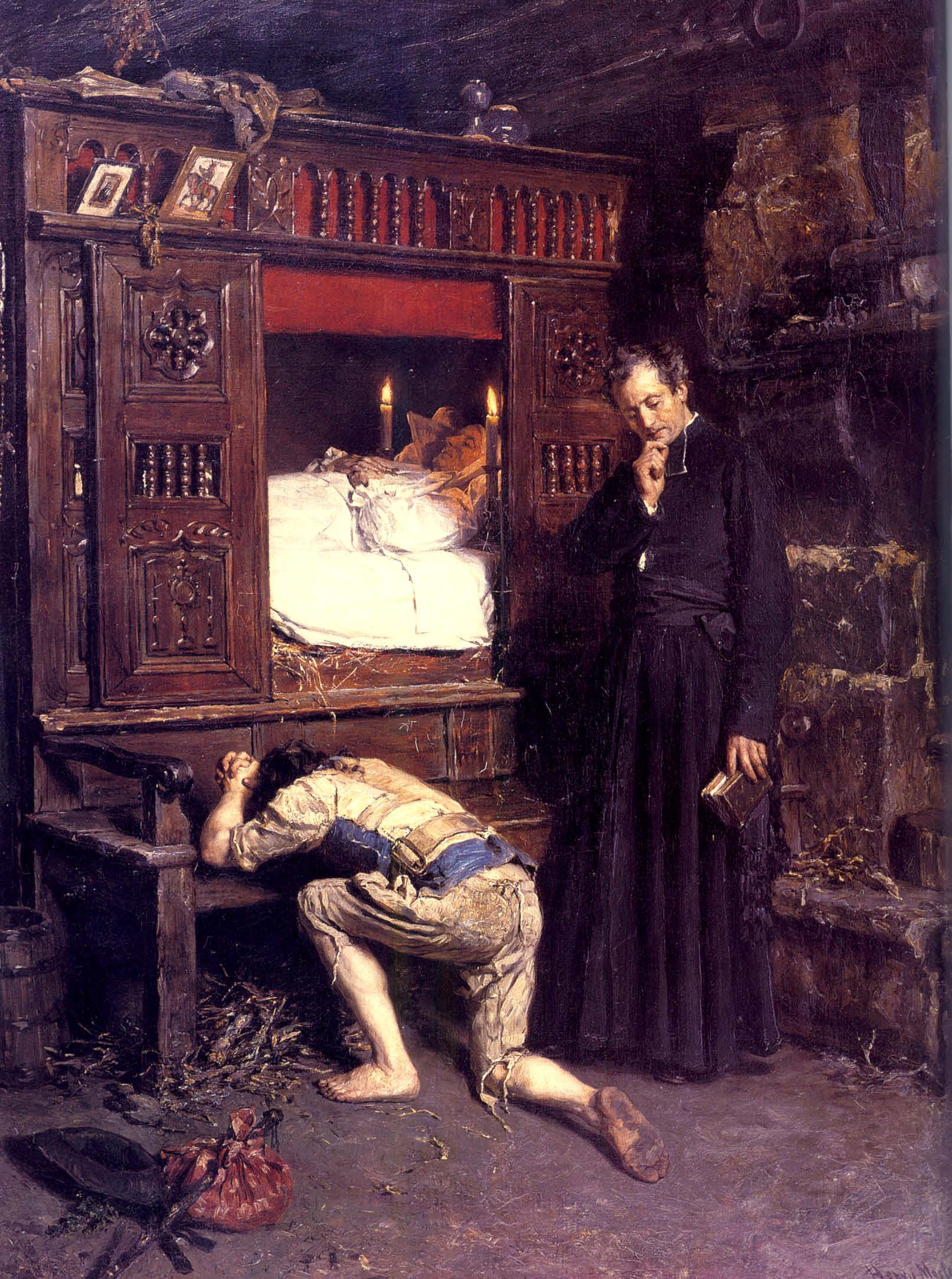
Powrót, 1879

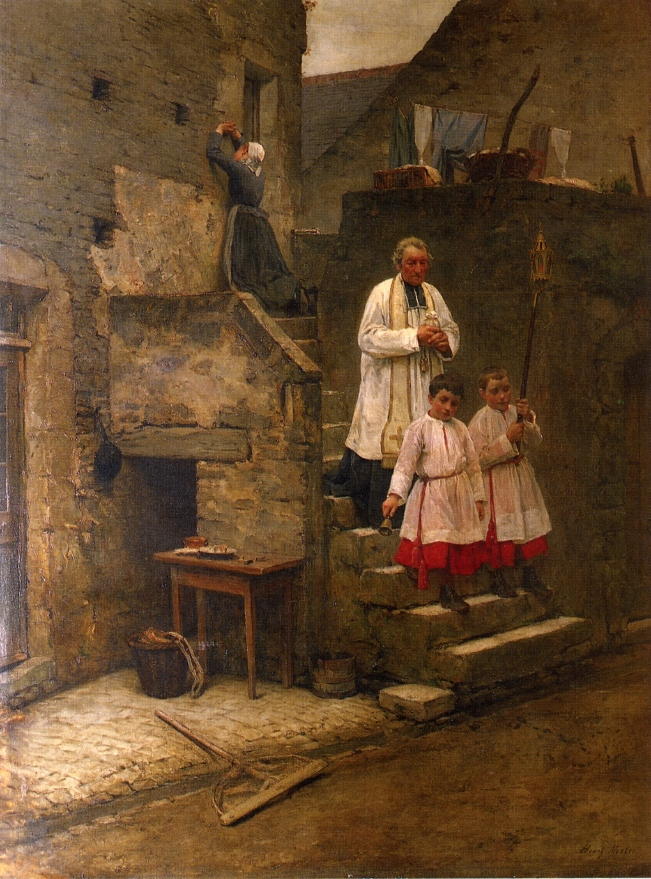
Ostatni sakrament, 1884

Henry Mosler (ur. 6 czerwca 1841 w Tropplowitz, zm. 21 kwietnia 1920 w Nowym Jorku) – amerykański malarz pochodzenia żydowskiego.

## Życiorys
Urodził się prawdopodobnie na Śląsku  w gminie Głubczyce) jako najstarszy syn Gustawa i Zofii Mosler. W 1849 jego rodzina wyemigrowała do Stanów Zjednoczonych i osiadła w Nowym Jorku, a dwa lata później przeniosła się do Cincinnati. Mosler początkowo zajmował się wykonywaniem drzeworytów, w latach 1859-1861 studiował malarstwo u Jamesa Bearda. W czasie wojny secesyjnej pracował jako korespondent Harper’s Weekly i opublikował w tygodniku 34 ilustracje.
Po zakończeniu wojny malarz wyjechał do Europy i studiował w Düsseldorfie i Paryżu (1863-1865). Po ośmioletnim pobycie w Stanach ponownie wyjechał do Monachium, a później do Paryża, gdzie mieszkał i pracował w latach 1877-1895. W tym czasie zdobył uznanie w kręgach artystycznych, wystawiał z powodzeniem na paryskim Salonie i w Wiedniu, otrzymał też kilka medali. W 1879 jego obraz Powrót został zakupiony na wyposażenie Pałacu Luksemburskiego. Był to pierwszy przypadek nabycia dzieła amerykańskiego artysty przez rząd francuski. W 1894 Mosler powrócił do Stanów Zjednoczonych, gdzie kontynuował pracę aż do śmierci w 1920. Jego syn Gustave Henry Mosler także był malarzem.

## Twórczość
Uprawiał malarstwo rodzajowe, które cechował realizm i najczęściej ludowa tematyka. Był jednym z najbardziej utalentowanych malarzy amerykańskich schyłku XIX stulecia i jednym z pierwszych amerykańskich Żydów, którzy zdobyli uznanie w europejskich kręgach artystycznych. Największe zbiory prac artysty posiadają Cincinnati Art Museum i Richmond Art Museum.
Wybrane prace
- Early Cares, Quadroon Girl (1878),
- The Return, Les femmes et les secrets (1879),
- Purchase of the Wedding Gown, Spinning GM (1880),
- Night after the Battle, Return of the Fisherwomen (1881),
- Discussing the Marriage Contract (1882),
- Wedding Morning, Rainy Day (1883),
- Last Sacrament, Village Clockmaker (1884),
- Approaching Storm (1885),
- Visit of the Marquise (1886/7).